# Sobór św. Katarzyny w Krasnodarze
Sobór św. Katarzyny – prawosławny sobór w Krasnodarze, katedra eparchii jekaterinodarskiej Rosyjskiego Kościoła Prawosławnego.

## Historia

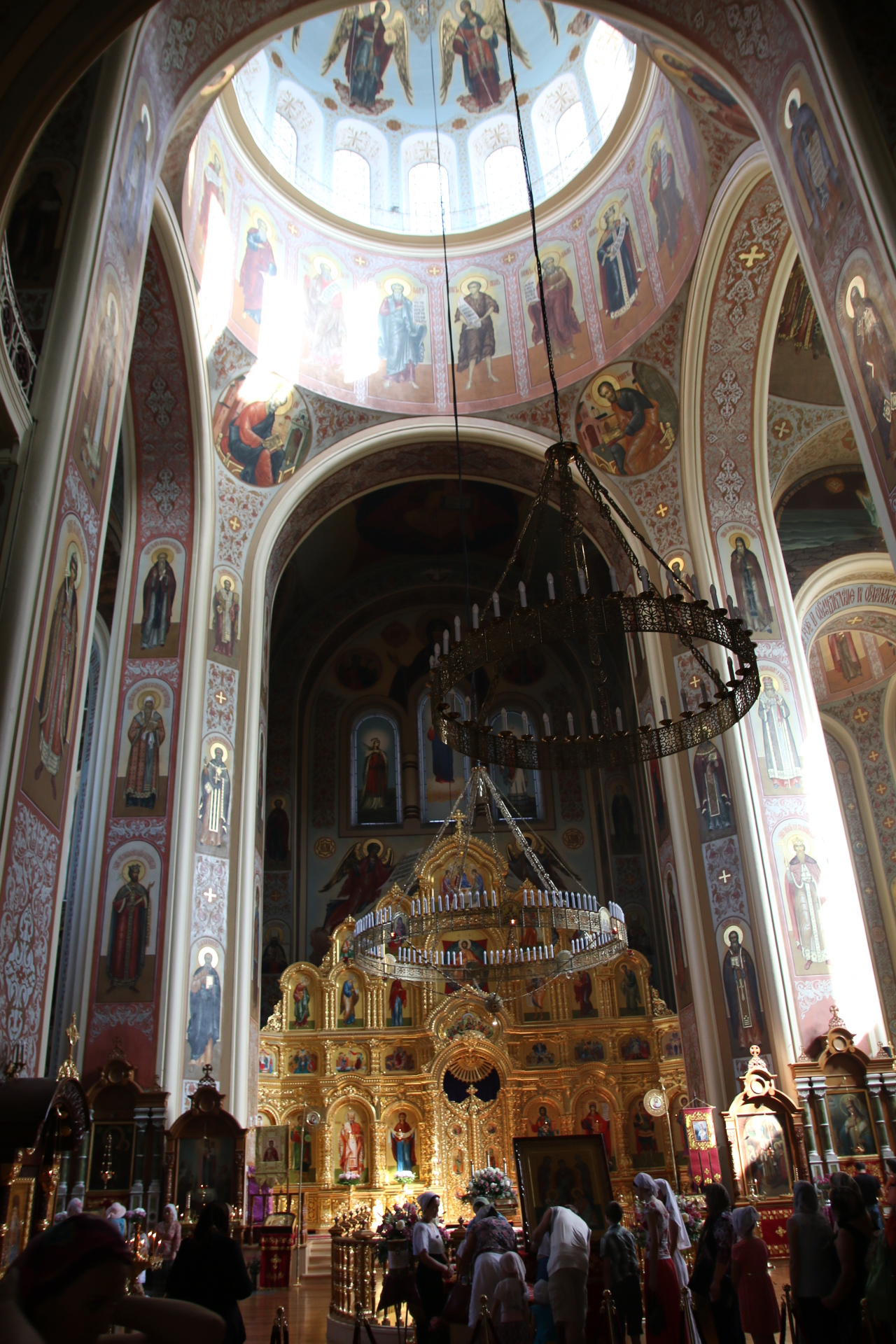
Wnętrze

Cerkiew została wzniesiona w celu upamiętnienia wydarzenia z 17 października 1888, kiedy car Aleksander III, jego żona Maria Fiodorowna i ich dzieci przeżyli katastrofę carskiego pociągu na stacji kolejowej w Borkach. Zdecydowano, iż świątynia poświęcona zostanie patronce miasta – św. Katarzynie – jednak znajdą się w niej także ołtarze poświęcone patronom członków rodziny carskiej (z wyjątkiem samego cara). Budowa była finansowana z dobrowolnych ofiar wiernych, dodatkowo Duma Miejska zobowiązała się przeznaczać 2% rocznego przychodu Jekatierinodaru na ten cel. W rezultacie w ciągu kolejnych ośmiu lat zebrano 50 tys. rubli. Wystarczyło to na rozpoczęcie prac budowlanych, lecz problemem pozostawała lokalizacja świątyni. Ostatecznie zdecydowano o jej rozmieszczeniu na położonym w centrum miasta placu św. Katarzyny, gdzie znajdowała się starsza cerkiew św. Katarzyny, będąca już w bardzo złym stanie technicznym. Tym samym do funduszy zebranych na budowę świątyni dodano środki gromadzone od wielu lat na jej remont, decydując o rozbiórce starszej cerkwi.
Autorem projektu świątyni został architekt Iwan Malgerb. W 1899 jego plan został zatwierdzony przez Świątobliwy Synod Rządzący. 23 kwietnia 1900 z błogosławieństwa arcybiskupa stawropolskiego i jekatierinodarskiego Agatodora położony został kamień węgielny. Już dwa lata później brak środków, a następnie wydarzenia rewolucji 1905 roku spowolniły prace. Dopiero w 1911 na kopule niedokończonej budowli zamontowany został krzyż, zaś całość prac ukończono w 1914. Budowa obiektu, największej świątyni prawosławnej w obwodzie wojska dońskiego (przeznaczonej dla 4 tys. osób), kosztowała 300 tys. rubli bez uwzględnienia kosztów dekoracji wewnętrznej – fresków I. Iżakiewicza, miejscowego malarza religijnego. 23 marca 1914 gotowy sobór został poświęcony.
W 1922 sobór św. Katarzyny przeszedł w ręce Żywej Cerkwi. W czasie akcji konfiskaty kosztowności cerkiewnych ze świątyni zarekwirowany został szereg cennych przedmiotów. W latach 30. XX wieku władze stalinowskie zamierzały wysadzić sobór w powietrze, ostatecznie jednak z planów tych zrezygnowano z uwagi na rozmiary soboru – jego zniszczenie nieuchronnie uszkodziłoby sąsiednie budynki mieszkalne. Obiekt przestał jednak pełnić funkcje sakralne. Został zaadaptowany na magazyn. W 1934 zarząd eparchii jekatierinodarskiej informował, że związana z soborem parafia, już wcześniej mało liczebna, uległa całkowitemu rozproszeniu.
W 1942, gdy Krasnodar znajdował się pod okupacją niemiecką, sobór został zwrócony wiernym, chociaż część budynku nadal była zagospodarowana jako magazyn. W 1944 obiekt został w całości przejęty przez Rosyjski Kościół Prawosławny, zmieniono jednak wezwania jego ołtarzy bocznych. W latach 80. XX wieku budynek został wyremontowany; odnowiono wówczas freski i ikonostas w ołtarzu św. Jerzego. Następnie na dzwonnicy cerkiewnej zawieszono 12 dzwonów.